# ホルヘ・ヴェラスケス
ホルヘ・ヴェラスケス（Jorge Velásquez, 1946年12月28日 - ）は、パナマ共和国チェポ出身のアメリカ競馬殿堂入りしたサラブレッド競馬の元騎手である。

## 略歴
ホルヘ・ヴェラスケスは出身地のパナマで騎手としての活動をはじめ、10代の頃にアメリカ合衆国へと移住した。1967年最多勝、1969年には獲得賞金のトップとなった。
1978年、ヴェラスケスはこの年アリダーに騎乗してアメリカ三冠競走のすべてに出走し、すべての競走においてアファームドの2着となった。このときの3競走の着差合計はわずか2馬身未満という僅差であった。後にヴェラスケスとアリダーは、同年のトラヴァーズステークスでもアファームドと対戦し、2位入線ながらもアファームドの降着によって勝利を得ている。最初で最後のクラシック競走勝ちは1981年に騎乗したプレザントコロニーによるもので、同馬とのコンビでケンタッキーダービーとプリークネスステークスに勝利したが、ベルモントステークスではサミングの3着となり三冠達成は成らなかった。
このほかでは、1985年にブリーダーズカップ・ジュヴェナイルフィリーズとブリーダーズカップ・クラシックの2競走を制した。1986年、同僚による投票でジョージ・ウルフ記念騎手賞に決まり、1990年にはアメリカ競馬殿堂入りを果たしている。6,795勝を挙げ1997年騎手を引退。レース役員として働いた後、騎手エージェントとなっている。

## 通算成績
| 年度   | 1963年 - 1997年 |
| 騎乗数 | 40,852          |
| 勝利数 | 6,795           |
| 勝率   | 16.6%           |

## 主な騎乗馬
（騎乗時の主な勝鞍）
- レディーズシークレット Lady's Secret, 1982 （テストステークス、マスケットステークス（ゴーフォーワンドハンデキャップ）、ラフィアンハンデキャップ、ベルデイムステークス、サンタマルガリータインビテーショナルハンデキャップ）
- ライフズマジック Life's Magic, 1981 （マザーグースステークス、アラバマステークス、ベルデイムステークス）
- プレザントコロニー Pleasant Colony, 1978 （ケンタッキーダービー、プリークネスステークス）
- スペクタキュラービッド Spectacular Bid, 1976 （シャンペンステークス）
- ダヴォナデール Davona Dale, 1976 （ケンタッキーオークス、エイコーンステークス、マザーグースステークス、コーチングクラブアメリカンオークス）
- アリダー Alydar, 1975 （シャンペンステークス、フロリダダービー、ブルーグラスステークス、ホイットニーハンデキャップ、トラヴァーズステークス）
- アワミムズ Our Mims, 1974 （コーチングクラブアメリカンオークス、アラバマステークス）
- ボールドフォーブス Bold Forbes, 1973 （サラトガスペシャルステークス）
- クリスエバート Chris Evert, 1971 （エイコーンステークス、マザーグースステークス、コーチングクラブアメリカンオークス、マッチレース（対戦：ミスマスケット Miss Musket ））
- スノーナイト Snow Knight, 1971 （マンノウォーステークス、カナディアンインターナショナルチャンピオンシップステークス）
- デザートヴィクスン Desert Vixen, 1970 （テストステークス、アラバマステークス、ガゼルステークス、ベルデイムステークス）
- シュヴィー Shuvee, 1966 （ジョッキークラブゴールドカップステークス）
- フォートマーシー Fort Marcy, 1964 （ユナイティッドネイションズステークス、マンノウォーステークス、ワシントンD.C.インターナショナル）
- ハワイ Hawaii, 1964 （ユナイテッドネーションズハンデキャップ、マンノウォーステークス）

## 大競走での勝鞍
- カーターハンデキャップ (1968)
- ジェロームハンデキャップ (1968, 1969)
- マンノウォーステークス (1968, 1969, 1970, 1975, 1979)
- マスケットステークス（ゴーフォーワンドハンデキャップ） (1968, 1985, 1986)
- ボウリンググリーンハンデキャップ (1969, 1970, 1982)
- ウッドメモリアルステークス (1969)
- ジョンA.モリスハンデキャップ（パーソナルエンスンハンデキャップ） (1969, 1974, 1975, 1978, 1980)
- レムセンステークス (1969, 1983)
- メイトロンステークス(1969, 1981)
- ユナイテッドネーションズハンデキャップ (1969, 1970, 1973, 1974)
- シャンペンステークス (1970, 1977, 1978, 1980)
- フリゼットステークス (1970, 1976)
- トレモントステークス (1970, 1981, 1985)
- ワシントンD.C.インターナショナル (1970, 1979)
- ディスカヴァリーハンデキャップ (1970, 1985)
- スポートページハンデキャップ (1970, 1974)
- カウディンステークス (1971, 1975, 1977, 1980, 1985)
- ジョッキークラブゴールドカップステークス (1971, 1973, 1975)
- スタイミーハンデキャップ (1971, 1975, 1985, 1990)
- ホイットニーハンデキャップ (1971, 1978)
- アラバマステークス (1972, 1973, 1977, 1984, 1987)
- マザーグースステークス (1972, 1974, 1979, 1984, 1988)
- ガゼルステークス (1973, 1978)
- デラウェアオークス (1973)
- テストステークス (1973, 1977, 1985)
- ウッドワードステークス (1973)
- ベルデイムステークス (1973, 1976, 1978, 1984, 1985)
- ガゼルハンデキャップ (1973, 1978)
- トボガンハンデキャップ (1973, 1976, 1989)
- エイコーンステークス (1974, 1976, 1978, 1979)
- ホーソーンゴールドカップハンデキャップ (1974)
- ローレンスリアライゼイションステークス (1974)
- コーチングクラブアメリカンオークス (1974, 1976, 1979, 1988)
- カナディアンインターナショナルステークス (1975, 1981)
- サラトガスペシャルステークス (1975, 1985)
- ウィザーズステークス (1977, 1980, 1986)
- デラウェアハンデキャップ (1977, 1978)
- スピンスターステークス (1978)
- ヤングアメリカステークス (1978)
- ブルーグラスステークス (1978)
- トラヴァーズステークス (1978)
- フラミンゴステークス (1978)
- フロリダダービー (1978, 1985)
- ラフィアンハンデキャップ (1978, 1985)
- ターフクラシック (1979)
- ケンタッキーオークス (1979)
- ファンタジーステークス (1979)
- ブラックアイドスーザンステークス (1979)
- ガーデンシティハンデキャップ (1980, 1982)
- ケンタッキーダービー (1981)
- プリークネスステークス (1981)
- スーパーダービー (1982)
- カムリーステークス (1982, 1988)
- フラワーボウルインビテーショナルステークス (1983)
- サンタアニタダービー (1983)
- ブリーダーズカップ・ジュヴェナイルフィリーズ (1985)
- ブリーダーズカップ・クラシック (1985)
- サンタマルガリータインヴィテーショナルハンデキャップ (1986)

## レーシングアワード
- アメリカ合衆国リーディングジョッキー（勝利数） (1967)
- アメリカ合衆国リーディングジョッキー（獲得賞金） (1969)
- アメリカ合衆国リーディングジョッキー（ステークス勝利数） (1985)
- ジョージ・ウルフ記念騎手賞 (1986)

## 顕彰
- アメリカ競馬名誉の殿堂 (1990)